# Msuka Magharibi
Msuka Magharibi è una circoscrizione rurale (rural ward) della Tanzania situata nel distretto di Micheweni, regione di Pemba Nord. Conta una popolazione di 4 274 abitanti (censimento 2012).